# Lebanon Hanover
Lebanon Hanover — швейцарсько-британський гурт, що грає у стилях постпанк і дарквейв. Створений у 2010 році в Сандерленді, Англія. Гурт є дуетом швейцарки Ларісси Айсгласс (вокал, гітара) і британця Вільяма Мейбелліна (вокал, бас-гітара, синтезатор). Група підписала контракт з грецьким лейблом «Fabrika Records» і станом на жовтень 2024 року випустила шість студійних альбомів. Назва гурту походить від назв двох сусідніх міст у Нью-Гемпширі (США) — Лебанон і Ганновер.
Музику «Lebanon Hanover» порівнюють з гуртами готичного року і пост-панку 1980-х років, такими як «Siouxsie and the Banshees», «The Cure» і «Bauhaus». Гурт має мінімалістичне, похмуре звучання. Для його творчості характерний «фірмовий» легкий синтезаторний звук, глибокі баси та меланхолійні тексти.

## Історія
Учасники гурту Ларісса Айсгласс (Лариса Георгіу) та Вільям Мейбеллін (Вільям Морріс), які на той час жили, відповідно, в Берліні (Німеччина) та Ньюкаслі (Англія), познайомилися у музичній соціальній мережі Last.fm, де вони обмінювалися одне з одним рекомендаціями музики 1980-х. У 2010 році Айсгласс приїхала до Сандерленду, щоб вперше особисто зустрітися з Мейбелліном, і незабаром після цього вони заснували гурт, назвавши його «Lebanon Hanover». У жовтні 2010 року в берлінському клубі «King Kong» гурт відіграв свій перший концерт.
У 2011 році гурт випустив спліт-EP з берлінським гуртом «La Fete Triste». Цей запис привернув увагу «Fabrika Records», і невдовзі після цього «Lebanon Hanover» підписав з цим лейблом контракт.
Дебютний альбом «The World is Getting Colder» вийшов у 2012 році. Пізніше, на Хелловін того ж року, вийшов і другий альбом, «Why Not Just Be Solo». Дует повернувся до будинку батьків Мейбелліна, щоб розпочати роботу над своїм третім альбомом «Tomb for Two», який був описаний як кінець трилогії. Сингл «Gallowdance» з цього альбому після виходу отримав велику популярність у клубах, а сам альбом був вийшов у 2013 році. Однак під час гастролей країнами Північної Америки гурту було відмовлено у в’їзді до Сполучених Штатів через проблеми з візою, що призвело до скасування серії концертів.
Айсгласс і Мейбеллін романтично розлучилися в 2013 році, причому Айсгласс залишилася в Берліні, а Мейбеллін поїхав до Греції.

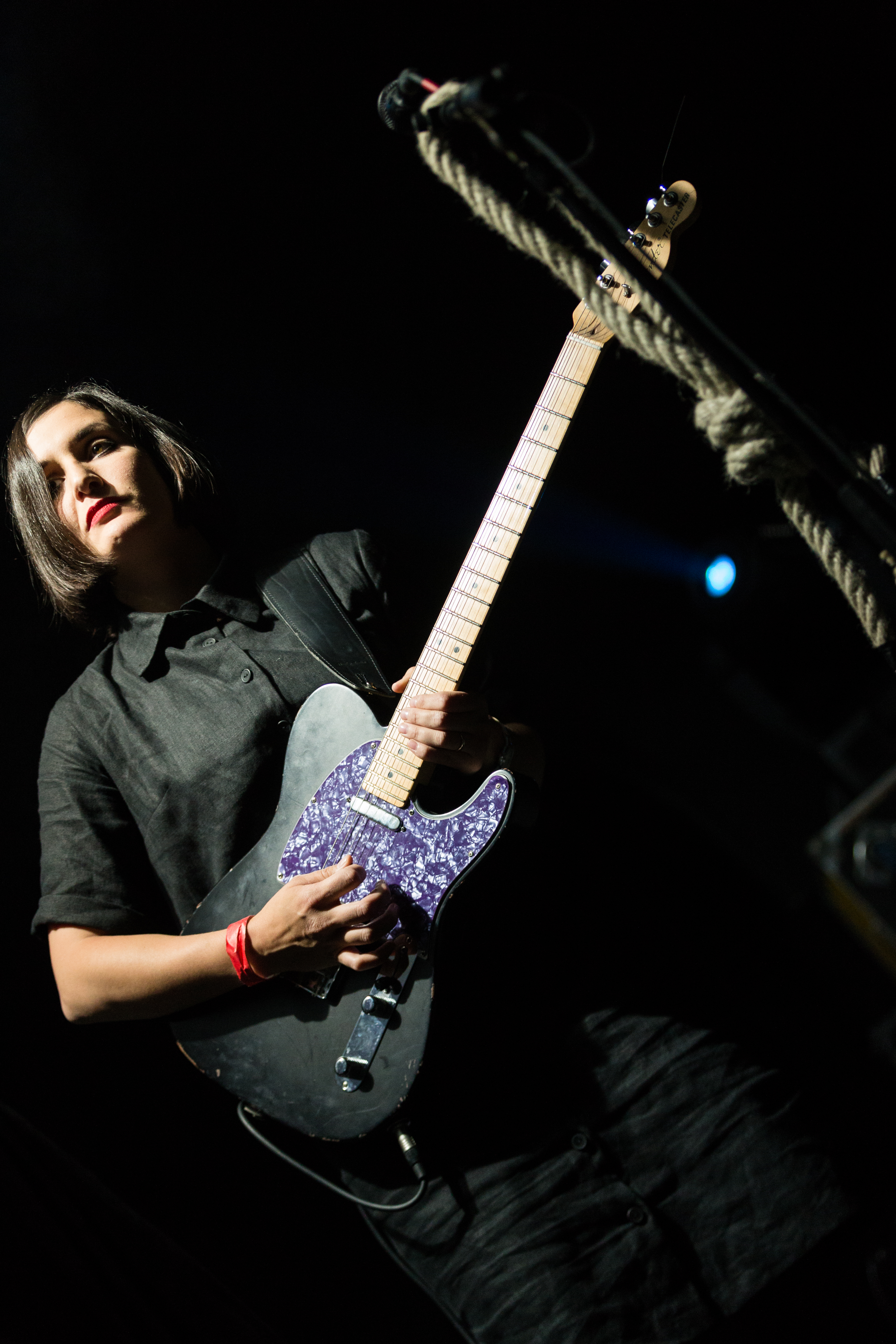
Ларісса Айсгласс

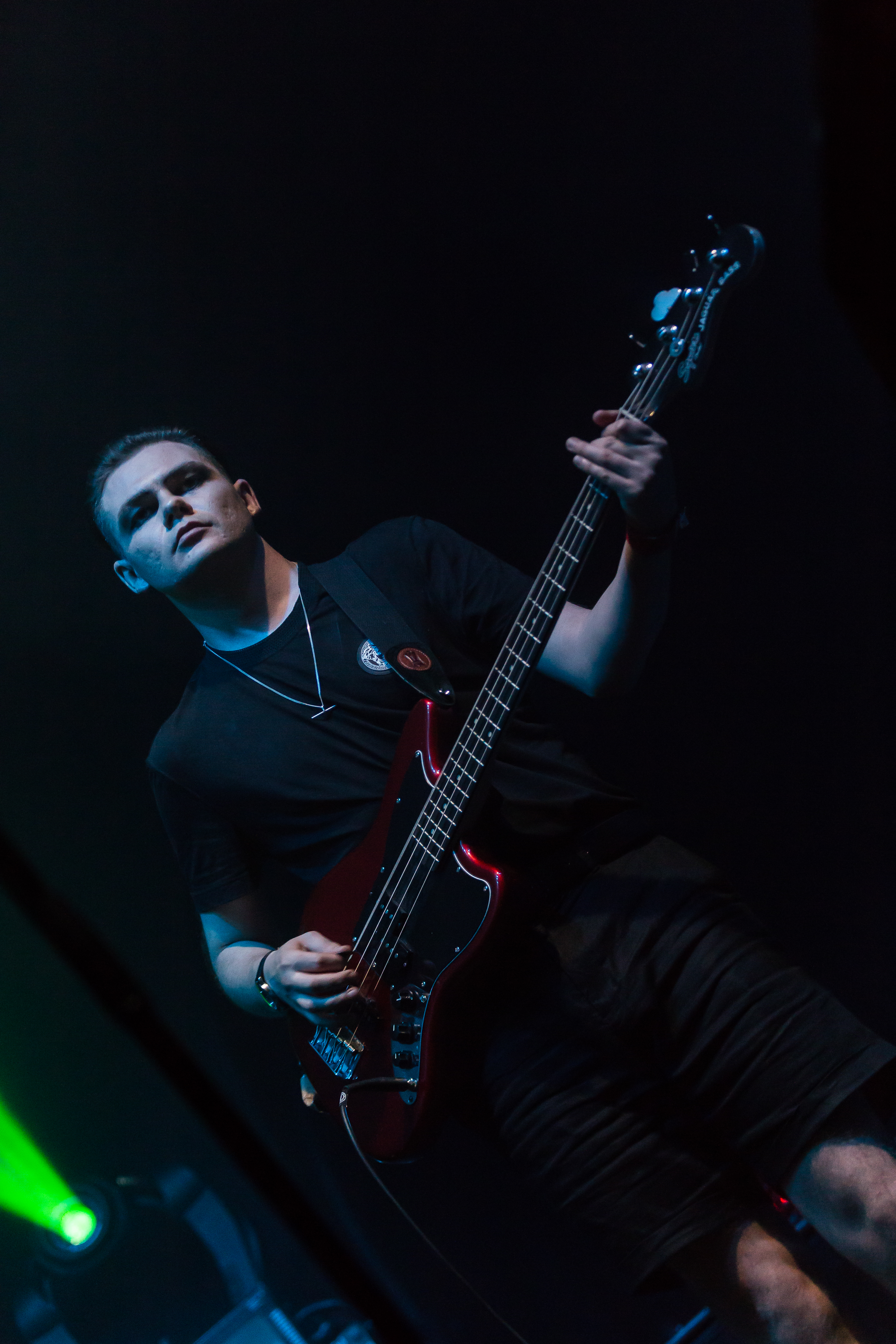
Вільям Мейбеллін

У 2015 році вийшов четвертий альбом гурту «Besides the Abyss», у 2018 – п’ятий, «Let Them Be Alien». Під час створення цієї платівки Айсгласс також перебралася до Греції, втомившись від Берліну. У цьому альбомі з’явилися помітні стилістичні зміни, включаючи елементи блек-металу, шугейзу та неофолку.
У 2019 році гурт оголосив про черговий тур по Сполучених Штатах, але цей тур було скасовано за місяць до початку, оскільки їхній запит на візу знову був відхилений.
Шостий альбом гурту, «Sci-Fi Sky», вийшов у 2020 році та підкріплений синглами «The Last Thing» і «Digital Ocean». Другий максі-сингл «Better Than Going Under» вийшов у 2023 році.
У 2023 році гурт виступив на кількох європейських фестивалях, зокрема Primavera Sound і Wave-Gotik-Treffen. У жовтні того ж року «Lebanon Hanover» повернувся до Сполучених Штатів, де зіграв шість концертів.
У листопаді 2023 року гурт випустив пісню «Kyiv», присвячену всім українцям, які потерпають від ракетних обстрілів внаслідок російського вторгнення. Створенням кліпу на цю пісню займалася команда з України.

## Дискографія
- 2011: Lebanon Hanover / La Fete Triste (спліт-мініальбом)
- 2012: The World Is Getting Colder (альбом, «Fabrika Records»)
- 2012: Why Not Just Be Solo (альбом, «Fabrika Records»)
- 2013: Tomb for Two (альбом, «Fabrika Records» / «Dead Scarlet Records» / «Mecanica Records»)
- 2013: Gallowdance (сингл)
- 2015: Besides the Abyss (альбом, «Fabrika Records»)
- 2016: Babes of the 80s (сингл, «Fabrika Records»)
- 2017: Lebanon Hanover Anthology (компіляція, «GAG TAPE»)
- 2018: Let Them Be Alien (альбом, «Fabrika Records»)
- 2020: Sci-Fi Sky (альбом, «Fabrika Records»)
- 2023: Better Than Going Under (мініальбом, «Fabrika Records»)